# Třeboradice
Třeboradice (německy Treboraditz) jsou městská čtvrť a katastrální území Prahy. Je zde evidováno 21 ulic a 233 adres. Ke dni 16. října 2006 bylo v Třeboradicích evidováno 702 obyvatel. Jsou součástí městské části Praha-Čakovice v rámci správního obvodu Praha 18 (do října 2007 byly součástí správního obvodu Praha 19). V Třeboradicích leží nejsevernější bod Prahy.

## Dominanty
- V Třeboradicích byla vystavena teplárna, která slouží k přihřívání vody zasílané z Elektrárny Mělník do Prahy. Její dominantou je 155 metrů vysoký teplárenský komín, který je druhým největším svého druhu v republice.[zdroj?]
- Na hranicích Třeboradic a Čakovic se nacházejí vedle sebe dva hřbitovy, třeboradický a čakovický, které odděluje hraniční ulice U hřbitovů.

## Sport
- SK Třeboradice – fotbalový oddíl hrající Pražská Teplárenská přebor mužů, který si v sezóně 2016/2017 skončil na druhém místě a prohrál ve finále pražského poháru.
- Nohejbal Třeboradice – spolek přátel nohejbalu, který pořádá turnaj pro neregistrované hráče.

## Kultura
- Občanské sdružení LíPa pořádá každoročně soutěží na hřišti v Třeboradicích jeden z největších[zdroj?] dětských dnů v Praze.

## Pamětihodnosti
- Kostel Nanebevzetí Panny Marie – Na zlaté, Slaviborské náměstí, Bělomlýnská, parc. 1, 2, 3. Spolu s kostelem je památkově chráněna zvonice, hřbitov, a ohradní zeď s branou.
- Socha svatého Václava – Pšovanská, středový pás, u Schoellerovy, parc. 509/1
- Výklenková kaplička – severně od vsi, v poli, při cestě do Březiněvsi, parc. 448

### zaniklé stavby
- tvrz – Slaviborův dvůr na Slaviborově náměstí

## Osobnosti
Mimo jiné se zde narodil praděda Jan Dvořák i Jan Nepomuk Dvořák, děda hudebního skladatele Antonína Dvořáka.

## Fotogalerie

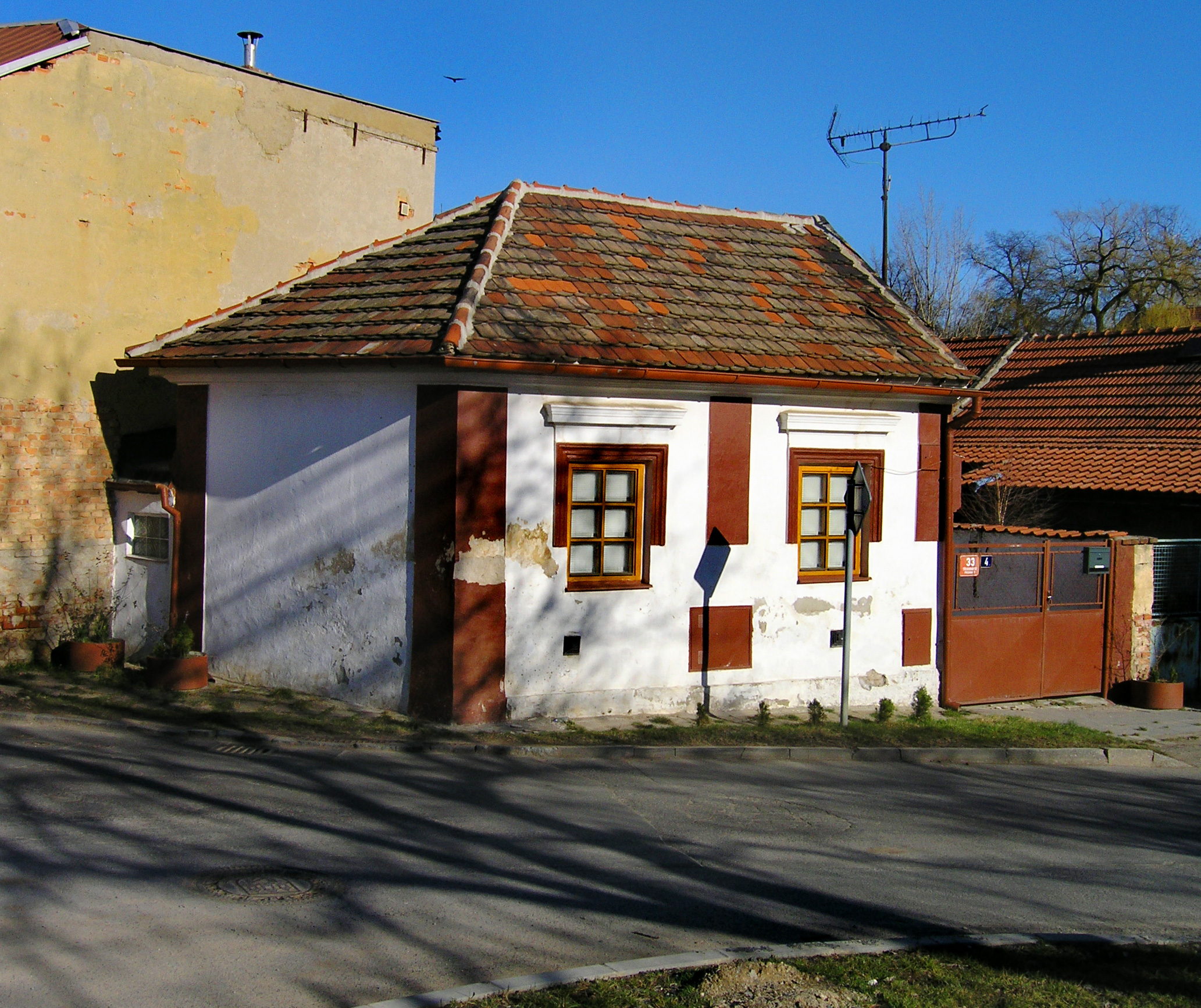
Domek na Slaviborském náměstí
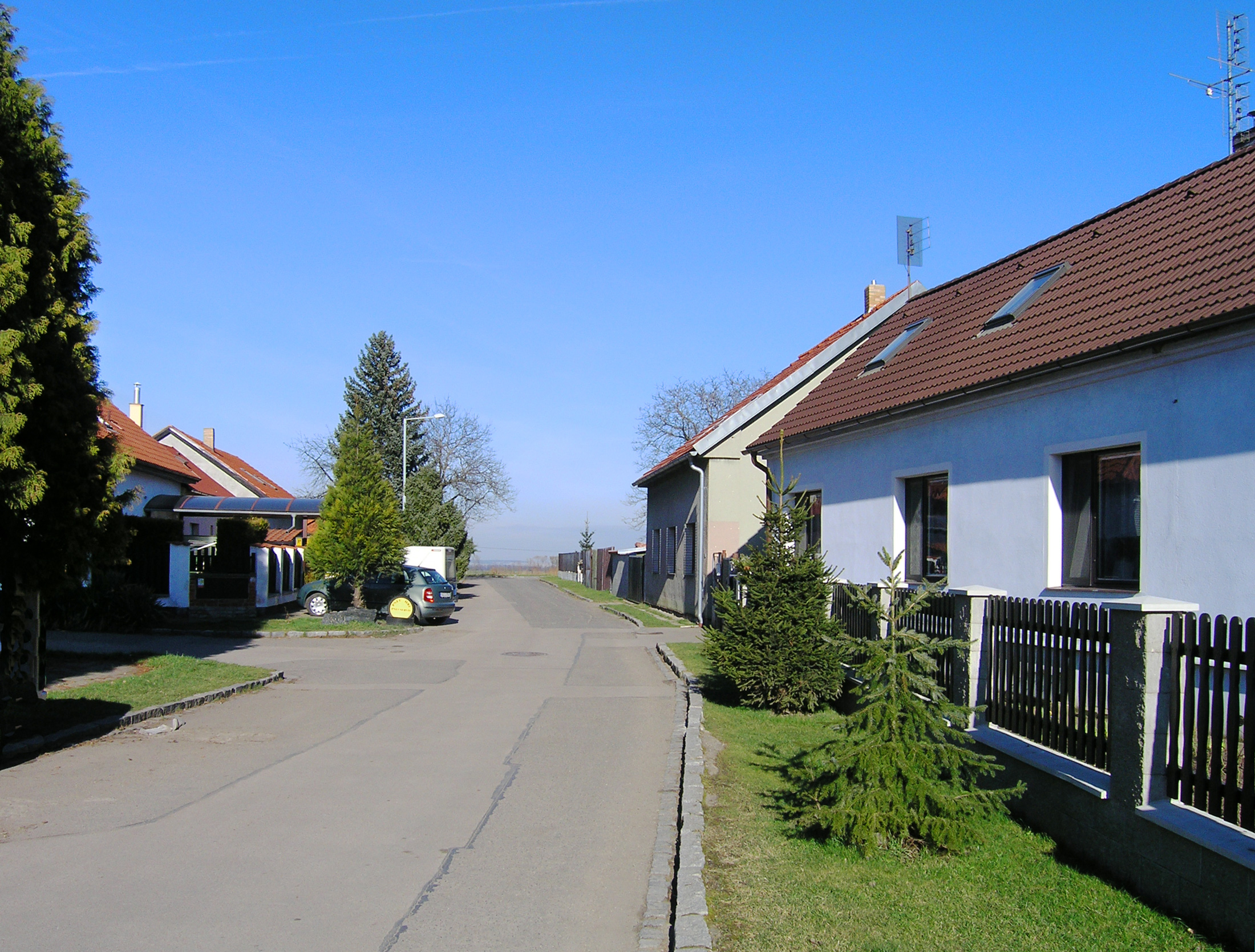
Ulice V Pačátkách
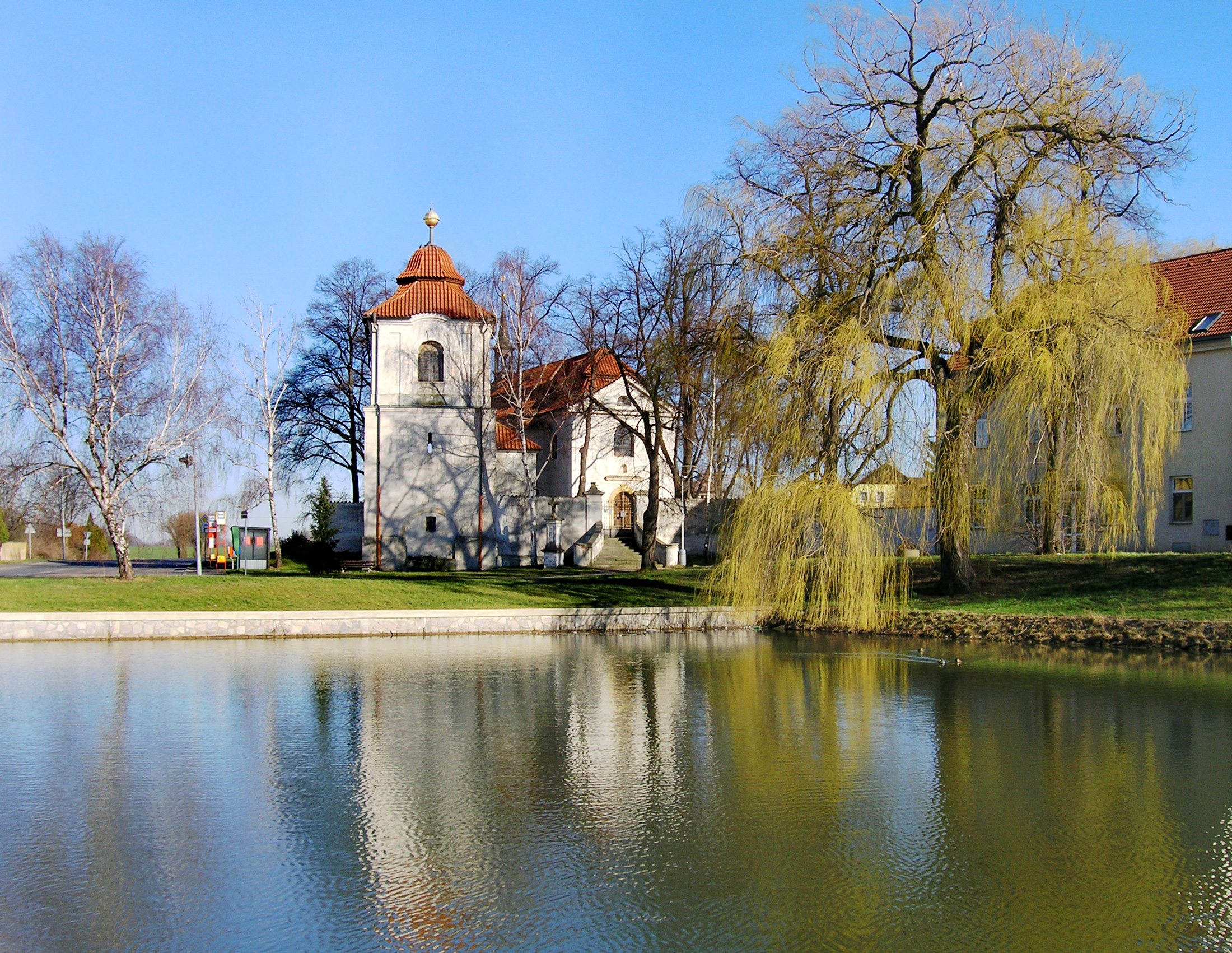
Rybník na návsi
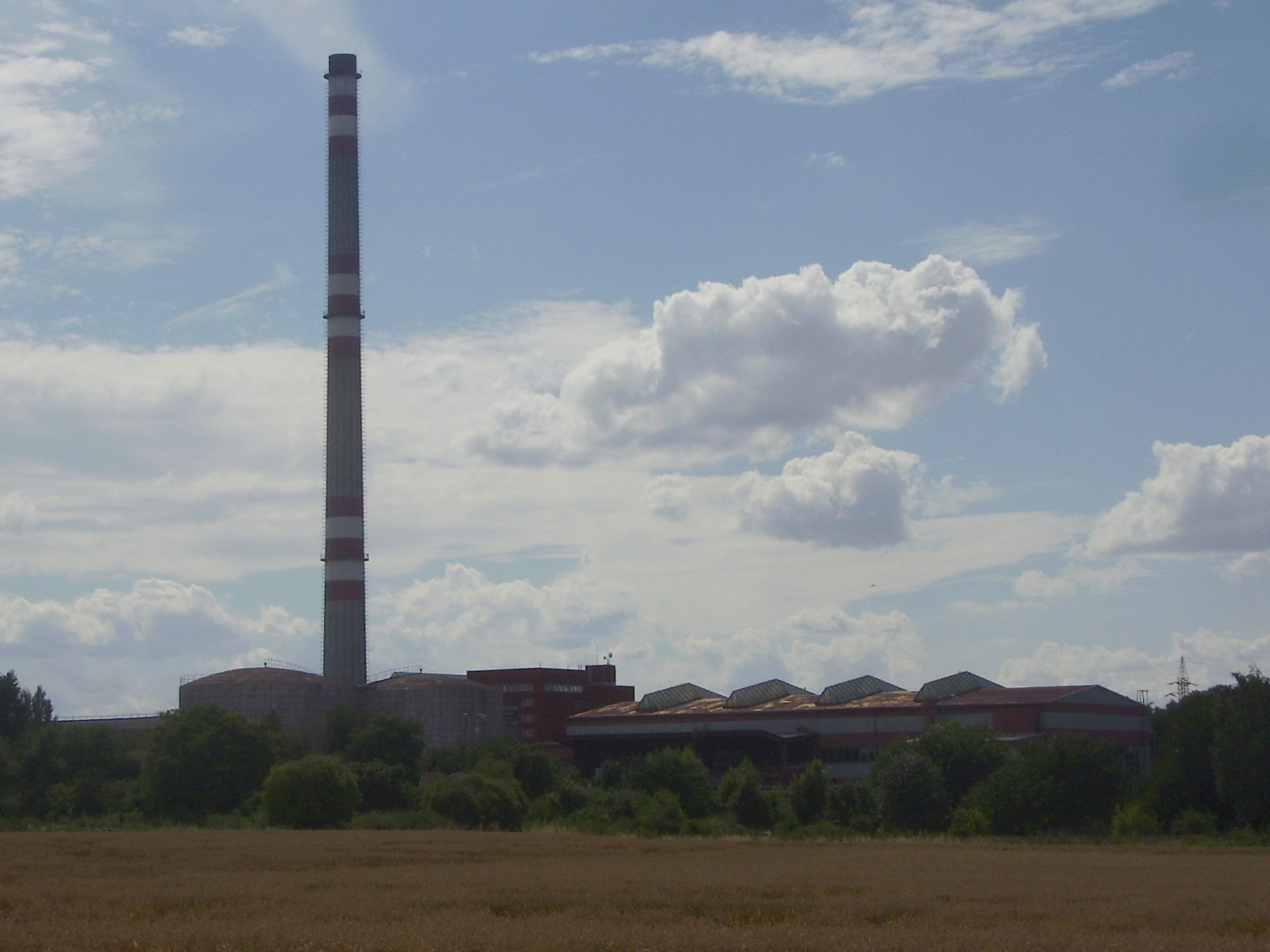
Třeboradická teplárna
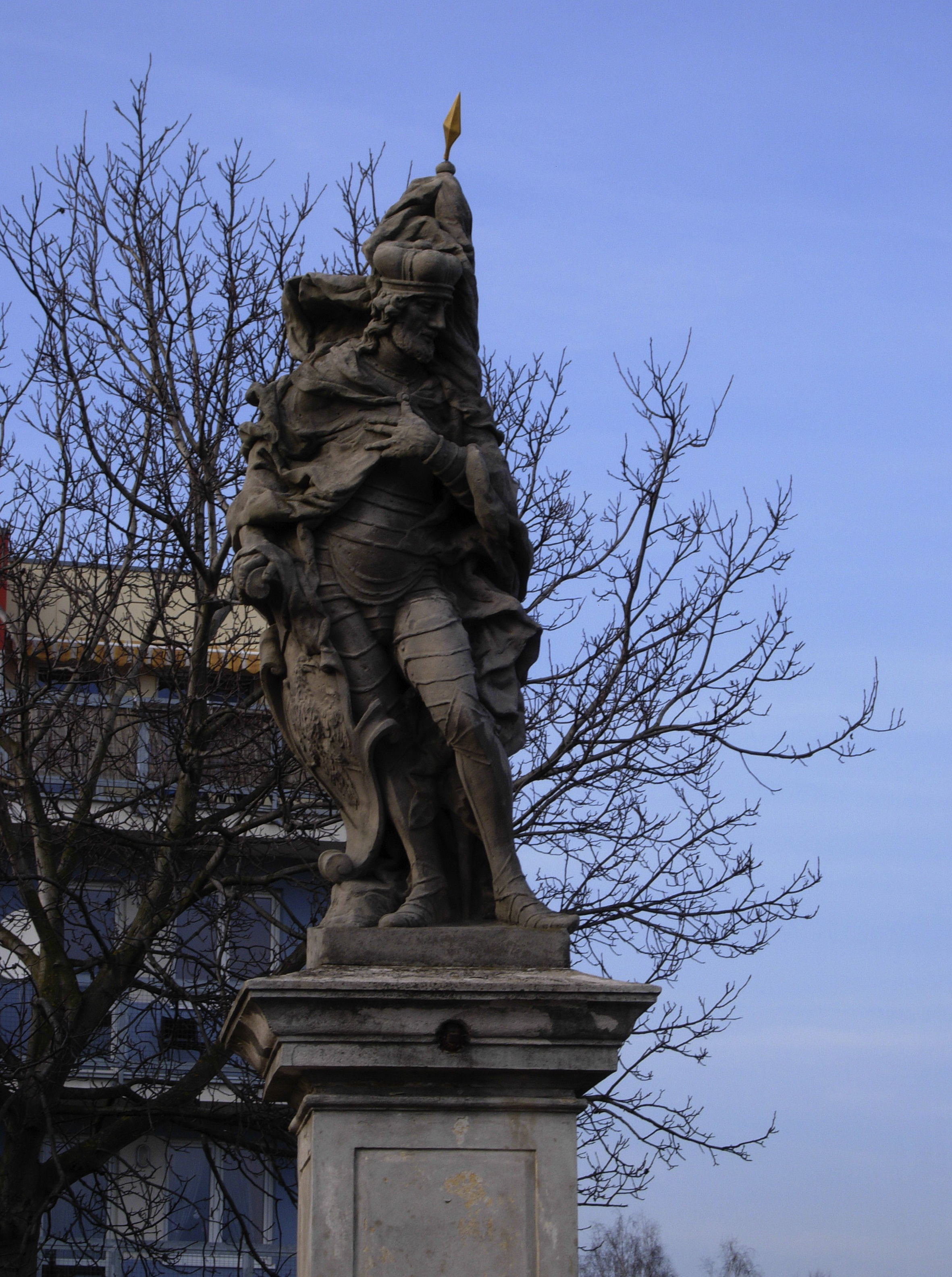
Socha svatého Václava